# Ross 128 b
Ross 128 b este o exoplanetă confirmată de dimensiunea Pământului, probabil stâncoasă, care orbitează în interiorul zonei locuibile a stelei Ross 128, o pitică roșie, la o distanță de aproximativ 11 ani lumină de Pământ. 
Exoplaneta a fost descoperită în iulie 2017 de instrumentul HARPS de la Observatorul La Silla din Chile, prin măsurarea modificărilor vitezei radiale a stelei gazdă. Existența sa a fost confirmată la 15 noiembrie 2017. Este a doua cea mai apropiată exoplanetă cunoscută de dimensiunea Pământului, după Proxima Centauri b. S-a calculat că Ross 128 b are o masă de 1,8 ori cea a Pământului, o rază de 1,6 ori mai mare decât a Pământului și că orbitează de 20 de ori mai aproape de steaua sa decât Pământul orbitează Soarele, dar primește doar de 1,38 ori mai multă radiație solară decât Pământul, ceea ce crește șansa de păstrare a unei atmosfere la o scară de timp geologică. Ross 128 b este o planetă cu orbită strânsă, cu un an (perioadă de revoluție) care durează aproximativ 9,9 zile terestre. La această distanță apropiată de steaua gazdă, planeta este cel mai probabil în rotație sincronă, ceea ce înseamnă că o parte a planetei ar primi continuu lumina zilei, iar cealaltă ar fi în întuneric. Spectrele de înaltă rezoluție în infraroșu apropiat detectate de  APOGEE au demonstrat că Ross 128 are aproape metalicitatea solară; prin urmare, Ross 128 b conține probabil roci și fier. Mai mult, modelele recente generate cu aceste date susțin concluzia că Ross 128 b este o „exoplanetă temperată în marginea interioară a zonei locuibile”.
| Planetă    | Masă         | Semiaxă majoră (UA) | Perioadă sinodică (z) | Excentricitate | Înclinație | Rază        |
| ---------- | ------------ | ------------------- | --------------------- | -------------- | ---------- | ----------- |
| Ross 128 b | 1,37-2,36 M⊕ | 0,0493±0,0017       | 9,8596±0,0056         | 0,036±0,092    | —          | 0,95−2,7 R⊕ |
|            |              |                     |                       |                |            |             |